# BMW M60
Con la sigla BMW M60 si intende una piccola famiglia di motori a scoppio alimentati a benzina e prodotti dal 1992 al 1996 dalla Casa automobilistica tedesca BMW.

## Storia ed evoluzione
La storia dei motori M60 ha inizio nel 1984, ben prima della loro introduzione come equipaggiamento di vetture di serie. Fu infatti in quell'anno che cominciarono i lavori per realizzare dei nuovi motori che andassero a sostituire l'ormai anziana famiglia di motori M30.

Dato il loro principale utilizzo su vetture di fascia alta o addirittura di lusso, i nuovi motori dovevano essere molto affidabili e potenti, ma anche leggeri, in modo da non appesantire la vettura stessa ed in modo da garantire prestazioni migliori. Durante la fase di sviluppo vennero realizzate alcune centinaia di motori sperimentali (circa 560 per la precisione).

### Caratteristiche
Innanzitutto, per quanto riguarda l'architettura motoristica generale, si scelse di puntare su un V8: in questo senso, i motori M60 hanno sancito il ritorno della Casa bavarese a tale configurazione motoristica, giacché l'ultimo V8 BMW fu impiegato sulla BMW 3200 CS, uscita di produzione nel 1965. Il nuovo V8 doveva avere un angolo tra le bancate di 90°.

Per mantenere la rigidità e la robustezza tipica della famiglia M30, si scelse di realizzare un motore di tipo closed-deck e per risparmiare peso si scelse di realizzare sia le due testate che il monoblocco in lega di alluminio. Inoltre, i cilindri erano a canne riportate in nikasil ed il collettore di aspirazione in plastica rinforzata. Ed ancora, le bielle, ottenute mediante sinterizzazione per garantire una estrema durezza, venivano realizzate inizialmente in un solo pezzo. I cappelli di biella venivano poi frazionati in un secondo momento. Con tale processo si assicurava un migliore montaggio dei cappelli di biella una volta che le bielle stesse venivano inserite nei supporti dell'albero motore.

Per quanto riguardava la distribuzione, si puntò sulla soluzione a doppio asse a camme per bancata (cioè su ogni testata) ed a quattro valvole per cilindro. Le valvole erano dotate di punterie idrauliche, per avere una perfetta registrazione automatica del gioco e ridurre drasticamente l'incombenza di manutenzioni. Inoltre, gli assi a camme erano provvisti di contrappesi calibrati, in modo da ridurre le vibrazioni dell'intero sistema di distribuzione durante il funzionamento del motore.

Ovviamente l'alimentazione era ad iniezione elettronica, e gestita da una centralina Bosch DME 3.3, che svolgeva anche una funzione di rilevamento dei battiti in testa.

Ben presto le canne in nikasil si rivelarono troppo vulnerabili all'azione dei solfati che componevano la benzina e finirono per deteriorarsi piuttosto velocemente. Fu per questo motivo che ben presto, dopo soli 4 anni di produzione, i motori M60 vennero pensionati in favore dei motori M62.

### Versioni
Introdotto, come si è già detto, nel 1992, la famiglia M60 comprendeva due motori, uno da 3 e l'altro da 4 litri, proposti in contemporanea nello stesso anno. Pur essendo imparentati tra loro, tali motori non possiedono molte componenti intercambiabili. Di seguito ne vengono illustrate le principali caratteristiche.

#### M60B30
La versione minore era caratterizzato da misure di alesaggio e corsa di 84x67.6 mm, per una cilindrata complessiva di 2997 cm³. Il rapporto di compressione era di 10.5:1. La potenza massima erogabile era di 218 CV a 5800 giri/min, mentre la coppia massima raggiungeva i 290 Nm a 4500 giri/min. Tale motore venne montato su:
- BMW 530i E34 (1992-96);
- BMW 730i/730iL E32 (1992-94);
- BMW 730i/730iL E38 (1994-96).

#### M60B40
Tale motore nacque mediante rialesatura ed allungamento della corsa dell'unità da 3 litri. Le sue misure di alesaggio e corsa erano infatti di 89x80 mm, per una cilindrata totale di 3982 cc. Il rapporto di compressione era invece di 10.0:1, quindi leggermente più basso rispetto a quello del 3 litri da cui deriva.

La potenza massima era di 286 CV a 5800 giri/min, con un picco di coppia motrice pari a 400 N·m a 5100 giri/min. È stato montato su:
- BMW 540i E34 berlina e Touring (1992-96);
- BMW 740i/740iL E32 (1992-94);
- BMW 740i/740iL E38 (1994-96);
- BMW 840i E31 (1993-96).